# Jacob City
Jacob City es una ciudad ubicada en el condado de Jackson en el estado estadounidense de Florida. En el Censo de 2010 tenía una población de 250 habitantes y una densidad poblacional de 30,05 personas por km².

## Geografía
Jacob City se encuentra ubicada en las coordenadas 30°53′9″N 85°24′55″O / 30.88583, -85.41528. Según la Oficina del Censo de los Estados Unidos, Jacob City tiene una superficie total de 8.32 km², de la cual 7.88 km² corresponden a tierra firme y (5.29%) 0.44 km² es agua.

## Demografía
Según el censo de 2010, había 250 personas residiendo en Jacob City. La densidad de población era de 30,05 hab./km². De los 250 habitantes, Jacob City estaba compuesto por el 6.8% blancos, el 90.4% eran afroamericanos, el 0.4% eran amerindios, el 0% eran asiáticos, el 0% eran isleños del Pacífico, el 0% eran de otras razas y el 2.4% pertenecían a dos o más razas. Del total de la población el 0% eran hispanos o latinos de cualquier raza.